# بوب كيني
بوب كيني (بالإنجليزية: Bob Kinney)‏ مواليد 16 سبتمبر 1920 في تكساس - الوفاة 02 سبتمبر 1985، كان لاعب كرة سلة أمريكي. بدأ مسيرته الاحترافية في سنة 1945. بلغ طوله 6 قدم 6 بوصة (2.0 م). اعتزل اللعب في 1951. لعب مع ديترويت بيستونز وبوسطن سيلتكس.

## روابط خارجية
- بوب كيني على موقع إن بي أي (الإنجليزية)
- بوب كيني على موقع سبورتس رفرنس (الإنجليزية)
- بوب كيني على موقع ريلجم (الإنجليزية)
- بوب كيني على موقع بروبوليرز (الإنجليزية)
- بوب كيني على موقع سبورتس رفرنس (الإنجليزية)